# Concierto para piano n.º 17 (Mozart)
El Concierto para piano n.º 17 en sol mayor, K. 453, de Wolfgang Amadeus Mozart, fue escrito en 1784.

## Historia
De acuerdo con la fecha que el propio compositor anotó en la partitura, el concierto fue completado el 12 de abril de 1784. 
La fecha del estreno es incierta. Por una parte, parecer ser que el concierto fue estrenado por la alumna de Mozart, Barbara Ployer, el 13 de junio, de 1784 en un concierto en el que Mozart había invitado a Giovanni Paisiello las nuevas composiciones tanto suyas como de su alumna, incluyendo entre otros su Quinteto en mi bemol mayor para piano y viento. Más tarde, Ployer interpretó junto a Mozart la Sonata para dos pianos, K. 448. Otra posibilidad, anticipada por Lorenz (2006, 314), es que Mozart no esperó dos meses para estrenar la obra, sino que la interpretó en su concierto con Regina Strinasacchi el 29 de abril de 1784 en el Kärntnertortheater.

## Estructura
La obra está escrita para piano solo, flauta, dos oboes, dos fagotes, dos trompas, y cuerdas. 
Consta de tres movimientos:
1. Allegro.
2. Andante, en do mayor.
3. Allegretto – Presto.